# Abrotesia griphodes
Abrotesia griphodes är en fjärilsart som beskrevs av Turner 1915. Abrotesia griphodes ingår i släktet Abrotesia och familjen Thyrididae. Inga underarter finns listade i Catalogue of Life.